# Angoroj
Pour plus de détails, voir Fiche technique et Distribution.
Angoroj /an.ˈɡɔ.rɔj/ en français : « Angoisses » est le premier long métrage à avoir été tourné en espéranto.
Jacques-Louis Mahé, connu pour son amitié avec Raymond Schwartz et sous le pseudonyme de Lorjak, avait déjà réalisé un film muet de propagande en espéranto avant la Seconde Guerre mondiale :  Antaŭen! (En avant !).
Au début des années 1960, Mahé, spécialiste professionnel de la photographie et du cinéma, investit dans la production du premier film de fiction dans la langue du Docteur Zamenhof. D'après un scénario de Mahé lui-même, les acteurs de l'Internacia Arta Teatro (Srdjan Flego, Marc Darnault, Jana Ravšelj-Flego) présentent une histoire de crime, située dans la banlieue parisienne des petits voleurs et des tricheurs.
Ont également joué dans ce film Raymond Schwartz (le commissaire), Gaston Waringhien (le narrateur) et plusieurs membres de l'entourage espérantiste parisien d'alors, dont le très jeune Michel Duc-Goninaz.
La production eut lieu en 1963-1964, mais le marché n'a pas réagi favorablement. Mahé, qui perdit beaucoup d'argent, a accusé l'Association mondiale d'espéranto (UEA) de l'avoir boycotté. Au bord de la dépression, il détruisit toutes les copies: il n'en restait que deux (achetées à l'époque par le Château de Grésillon et Brita Esperanto-Asocio), et l'original, sauvé par LF-koop, la coopérative de Literatura Foiro en 1991, qui en a diffusé une vidéo de 61 minutes.

## Synopsis
Au marché aux puces de Saint-Ouen, un criminel appelé Karleto (Charlot) invite un riche bourgeois à venir chez lui voir les autographes qu’il a à vendre. C’est un guet-apens, le riche bourgeois est assassiné par un complice nommé Henriko (Henri). Les deux criminels ouvrent le portefeuille de la victime. Ils sont impressionnés par son nom, Raoul de Poissac, et sa qualité d’homme de lettres, mais déçus par le faible butin, 500 francs, qu’ils se disputent.
La compagne de Karleto, appelée Irena (Irène), trouve dans le portefeuille une photo datant de 35 ans qui représente une jolie femme appelée Pauleta (Paulette), le grand amour de l’homme de lettres. Elle trouve aussi des lettres racontant qu’il y a 35 ans, Pauleta a quitté Raoul, malgré ses menaces, pour refaire sa vie avec un autre homme. En poursuivant la fouille du portefeuille, Karleto trouve une enveloppe portant la mention « Si je meurs subitement, postez cette lettre ». La lettre est adressée à Pauleta. Dans cette lettre, Raoul dit à Pauleta qu’elle l’a fait cruellement souffrir, mais qu’il lui pardonne. Comme il ne peut rien lui léguer par testament, il lui a laissé un souvenir concret, à l’insu de tous, dans un coffre. Le coffre se trouve dans la cave de la maison qu’ils avaient habitée ensemble et où il loge toujours, 8 rue Jossinet.
Les trois bandits espèrent trouver dans le coffre de l’or, des bijoux ou des billets de banque. Ils se donnent rendez-vous le surlendemain près de l’adresse indiquée. Le jour dit, Karleto et Irena ne voient pas arriver Henriko, qui les a devancés. L’atmosphère sombre et inquiétante de la cave angoisse Irena qui sent qu’un danger les menace. Karleto ne se laisse pas impressionner et n’a qu’un seul but, s’emparer du trésor. La découverte du cadavre de Henriko, mystérieusement tué par un coup de pistolet dans le ventre, met Karleto sur ses gardes. Armé de son propre pistolet, il soulève le couvercle du coffre. Un coup de feu éclate et il tombe, atteint lui aussi. Le coffre était piégé. Irena perd la tête et s’enfuit de la maison en courant et en hurlant.
Raoul voulait se venger de son rejet par Pauleta en la tuant, mais sa vengeance a tué ses propres assassins.

## Fiche technique
- Titre : Angoroj
- Réalisation : Jacques-Louis Mahé
- Scénario : Jacques-Louis Mahé
- Musique : René Texier
- Production : Jacques-Louis Mahé
- Pays d'origine :  France
- Format : noir et blanc
- Langue : espéranto
- Genre : Film policier
- Durée : 60 minutes
- Dates de sortie : 
  - France : 1964

## Distribution
- Srdjan Flego : Karleto
- Marc Darnault : Henriko
- Jana Ravšelj-Flego : Irena
- Raymond Schwartz : le commissaire
- Michel Duc-Goninaz : aide-commissaire
- Jack-André Rousseau : un policier
- Jean Thierry : un policier
- Roger Bernard : un policier
- Yvonne Florys : non-crédité
- Germaine Faucher : non-crédité
- Raymond Tabernat : non-crédité
- Étienne Gaudry : non-crédité
- Jacques-Louis Mahé : le touriste (caméo)
- Gaston Waringhien : le narrateur